# Rio Ghighiu (Teleajen)
O Rio Ghighiu é um rio da Romênia, afluente do Teleajen, localizado no distrito de Prahova.